# Bed and breakfast
|  | No s'ha de confondre amb Bed & Breakfast. |

Els bed & breakfast són estades en una casa privada. Són els predecessors dels hotels, els hostals, les pensions, etc. Segons la zona geogràfica i la cultura, tenen un origen o un altre. Originalment s'anomenava Bed&Breakfast al costum de donar allotjament en una habitació disponible en una casa particular. Com bé diu el seu nom "llit i esmorzar", aquests es limitaven a donar allotjament on passar la nit i oferir un servei d'esmorzar.
Generalment, els clients s'acomoden en una habitació privada amb bany o en una habitació amb bany compartit. Algunes cases tenen habitacions privades que comparteixen la cambra de bany amb una altra habitació o amb més d'una. L'esmorzar se serveix al matí (a l'habitació, en una terrassa o porxo assolellat, a la cuina o, com és més habitual, al menjador).
Els bed and breakfast i les pensions poden ser una font d'ingressos secundària o ser-ne la font principal. El personal de servei pot ser el propietari de la casa i els membres de la família. En cas que tinguin una altra feina o no puguin ocupar-se'n, podeu trobar alguns bed and breakfast on el propietari hagi contractat personal de neteja, cuina i altres ajudes per a un funcionament més còmode de l'establiment. Els bed and breakfast que contracten ajuda professional ja no es poden considerar com a tal i passen a la categoria d'hostal, pensió o hotel petit.
Allotjar-se en un bed and breakfast, a vegades, pot facilitar l'accés als llocs on és més difícil arribar, els quals no estan situats a prop del centre de la ciutat ni d'altres llocs molt visitats. És normal que estiguen situats allà on els allotjaments més competitius no es poden establir a causa de les condicions del mercat.
Com que els establiments que ofereixen allotjament i esmorzar han esdevingut un concepte molt popular i la indústria ha crescut tan ràpidament, els hotels, hostals i altres tipus d'allotjament adopten el genèric bed & breakfast per fer-ne negoci i per atreure els viatgers, els quals volen viure aquest tipus d'allotjament, però sense estar disposats a provar altres formes de viatjar que no siguin els hotels. Això pot acabar per decebre el viatger, ja que la publicitat d'aquests llocs acostuma a ser enganyosa.
Sovint, en aquest tipus d'allotjament, l'esmorzar consisteix en un suc, un cafè i una pasta, mentre que en una casa privada, normalment, l'esmorzar és un àpat generós.

## Diferències entre un hotel i B&B
Una de les principals diferències entre els bed and breakfast i els hotels té a veure amb la privadesa i l'anonimat. Tots dos ens ofereixen i asseguren privacitat. Els hotels ofereixen anonimat, mentre que els bed & breakfast són per a gent que vol interaccionar amb els altres o per aquells que tot i mantenir la privacitat, estan disposats a perdre l'anonimat a canvi de la comoditat addicional que ofereix una casa.
A més a més, els B&B són més petits i, per tant, més íntims i tranquils. Això genera avantatges i inconvenients, ja que normalment en ser un negoci més petit també ofereix menys serveis, però a un preu més econòmic.